# Acompsia
Acompsia (лат.) — род выемчатокрылых молей подсемейства Dichomeridinae из семейства Gelechiidae.

## Распространение
Встречаются в Палеарктике (Европа, Кавказ, Россия, Дальний Восток, Центральная Азия, Северная Африка).

## Описание
Среднего размера молевидные бабочки. Размах передних крыльев около 1 см. От близких родов отличаются строением гениталий: у самцов лопастевидные округлые щетинистые саккулусы, расширенные кукулуссы, эдеагус широкий. В покое сидят с высоко поднятой головой и прижатыми вдоль спины усиками, крылья сложены плоско. На голове находится плотный слой прилегающих чешуек, иногда в видже хохолка над глазами. Передние крылья ланцетовидные с округлой вершиной.

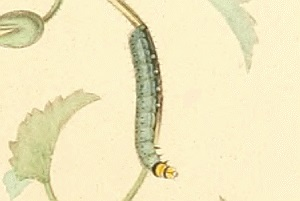
Гусеница Acompsia antirrhinella
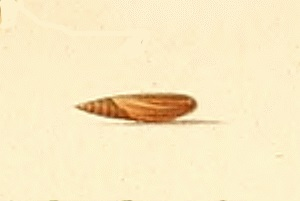
Куколка Acompsia antirrhinella
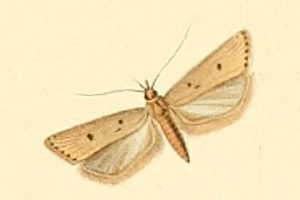
Имаго Acompsia antirrhinella
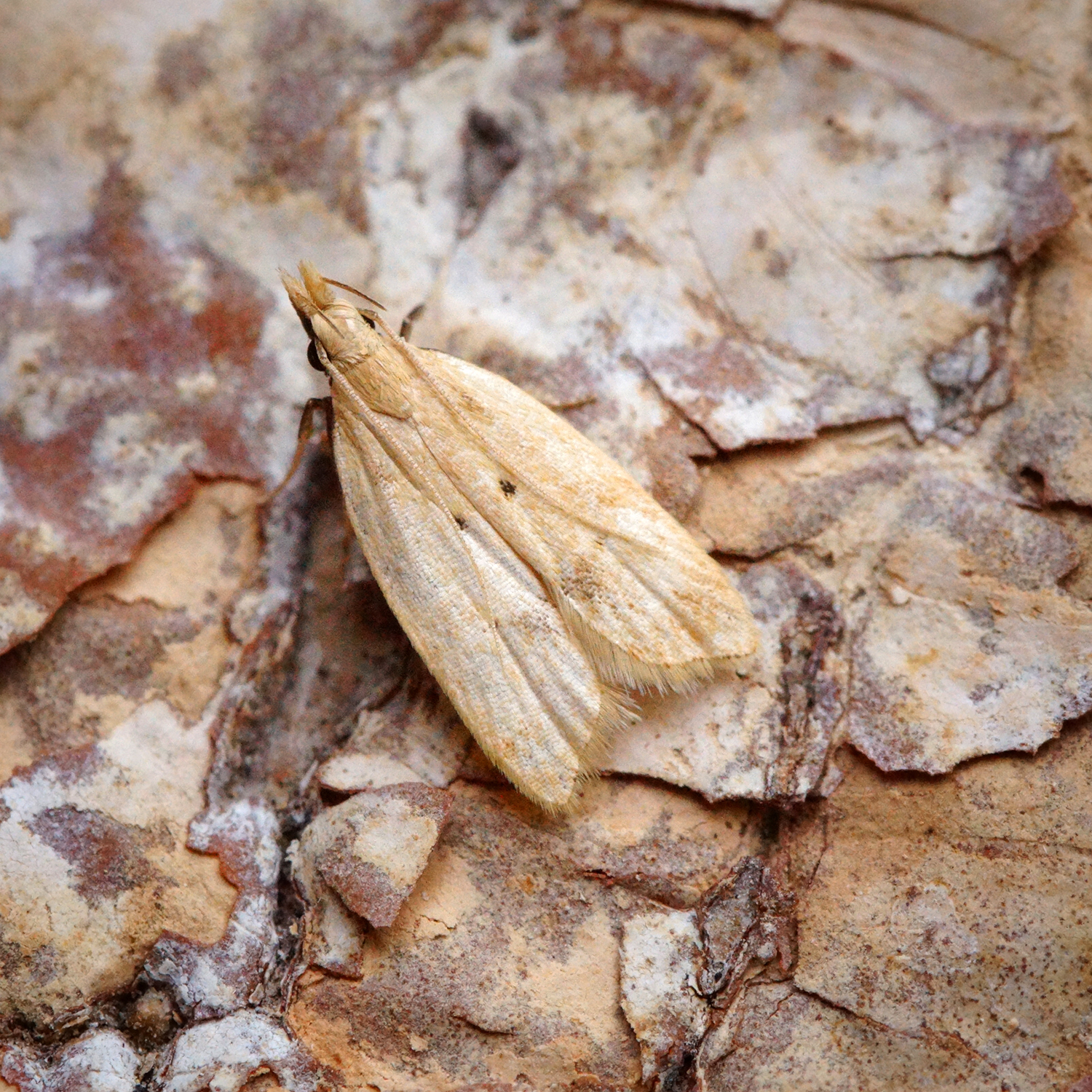
Acompsia schmidtiellus
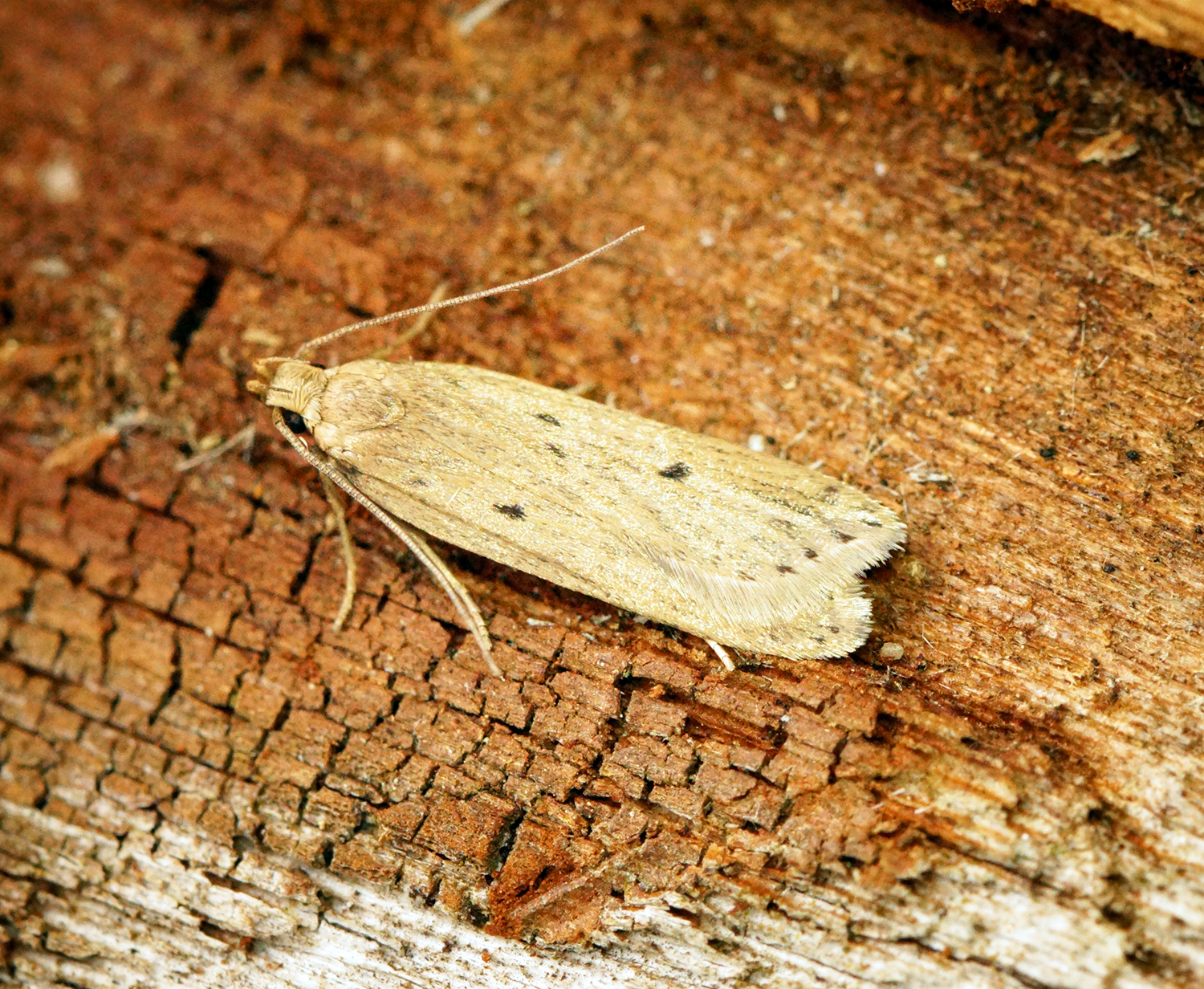
Acompsia tripunctella

## Классификация
Около 20 видов. Валидный статус рода подтверждён в ходе ревизии, проведённой в 2009 году российским лепидоптерологом Маргаритой Геннадьевной Пономаренко (Биолого-почвенный институт ДВО РАН, Владивосток, Россия).
Подрод Acompsia Hübner, 1825
- Acompsia antirrhinella (Millière, 1866)
- Acompsia bidzilyai Huemer & Karsholt, 2002
- Acompsia caucasella Huemer & Karsholt, 2002
- Acompsia cinerella  (Clerck, 1759)
- Acompsia delmastroella Huemer, 1998
- Acompsia dimorpha Petry, 1904
- Acompsia fibigeri Huemer & Karsholt, 2002
- Acompsia maculosella (Stainton, 1851)
- Acompsia minorella (Rebel, 1899)
- Acompsia muellerrutzi Wehrli, 1925
- Acompsia ponomarenkoae Huemer & Karsholt, 2002
- Acompsia pyrenaella Huemer & Karsholt, 2002
- Acompsia schepleri Huemer & Karsholt, 2002
- Acompsia schmidtiellus (Heyden, 1848)
- Acompsia subpunctella Svensson, 1966
- Acompsia syriella Huemer & Karsholt, 2002
- Acompsia tripunctella (Denis & Schiffermüller, 1775)

Подрод Telephila Meyrick, 1923
- Acompsia tenebrosella Lucas, 1955

### Бывшие виды
- Acompsia angulifera (Walsingham, 1897) (перенесён в род Cathegesis)
- Acompsia jordanella (Rebel, 1911) (перенесён в род Oxypteryx)
- Acompsia psoricopterella (Walsingham, 1892) (перенесён в род Cathegesis)
- Acompsia vinitincta (Walsingham, 1910) (перенесён в род Cathegesis)